# Коптєлов Микита Миколайович
Микита Миколайович Коптєлов (нар. 12 жовтня, 1999) — український плавець, призер юніорського чемпіонату Європи.

## Результати
| Рік  | Змагання                | Місце проведення        | 50 м брасом | 50 м брасом | 100 м брасом | 100 м брасом | 200 м брасом | 200 м брасом |
| Рік  | Змагання                | Місце проведення        | Час         | Місце       | Час          | Місце        | Час          | Місце        |
| ---- | ----------------------- | ----------------------- | ----------- | ----------- | ------------ | ------------ | ------------ | ------------ |
| 2018 | Чемпіонат Європи        | Глазго, Велика Британія | 28.65       | 38          | 1:01.26      | 26           | 2:10.41      | 10           |
| 2018 | Чемпіонат світу (25 м)  | Ханчжоу, Китай          |             |             | 1:00.98      | 43           | 2:10.26      | 31           |
| 2019 | Чемпіонат світу         | Кванджу, Південна Корея |             |             | 1:03.47      | 56           | 2:09.96      | 15           |
| 2019 | Чемпіонат Європи (25 м) | Глазго, Велика Британія | 28.24       | 42          | 1.00.61      | 36           | 2.10.64      | 27           |